# Christoph Ribbat
Christoph Ribbat (* 1968) ist ein deutscher Amerikanist.
Ribbat studierte Englisch und Geschichte an der Ruhr-Universität Bochum, wo er 1995 promovierte. 2002 habilitierte er sich mit einer Schrift zur Beziehung von Literatur und Fotografie. Nach zwei Jahren in Basel wurde er 2007 zum Professor für amerikanische Literatur und Kultur an der Universität Paderborn berufen.
2016 wurde Ribbat für sein Werk Im Restaurant für den Preis der Leipziger Buchmesse in der Sparte Sachbuch/Essayistik nominiert. Das Buch erschien in zehn verschiedenen Sprachen. 2017 veröffentlichte Ribbat eine Biografie des Basketballspielers Wilbert Olinde, die die Familiengeschichte der Olindes 200 Jahre zurückverfolgt und der sportlichen und beruflichen Karriere des dreifachen Deutschen Meisters mit dem SSC Göttingen und dem ASC 1846 Göttingen gegenüberstellt.

## Werke
- Religiöse Erregung – protestantische Schwärmer im Kaiserreich. Campus, Frankfurt/Main 1996, ISBN 978-3-593-35599-3
- Blickkontakt – Zur Beziehungsgeschichte amerikanischer Literatur und Fotografie (1945–2000). Fink, Paderborn 2003, ISBN 978-3-7705-3768-6
- Flackernde Moderne – Die Geschichte des Neonlichts. Steiner, Stuttgart 2011, ISBN 978-3-515-09890-8
- Basketball – Eine Kulturgeschichte. Fink, Paderborn 2013, ISBN 978-3-7705-5599-4
- Im Restaurant – Eine Geschichte aus dem Bauch der Moderne. Suhrkamp, Berlin 2016, ISBN 978-3-518-46834-0
- Deutschland für eine Saison – Die wahre Geschichte des Wilbert Olinde Jr. Suhrkamp, Berlin 2017, ISBN 978-3-518-42772-9
- Die Atemlehrerin – Wie Carola Spitz aus Berlin floh und die Achtsamkeit nach New York mitnahm. Suhrkamp, Berlin 2020, ISBN 978-3-518-42927-3
- Wie die Queen. Die deutsch-jüdische Geschichte einer sehr britischen Schriftstellerin. Insel, Berlin 2022, ISBN 978-3-458-17943-6 (über Kathrine Talbot)